# 无刺蝠鲼
无刺蝠鲼（学名：Mobula mobular）又名姬蝠魟、飛魴仔、魔鬼魚，为蝠鲼科蝠鲼属的鱼类。分布于印度尼西亚以及南海等海域。该物种的模式产地在Vizagapatam。